# Шлаковий конус вулкана

Схема внутрішньої структури типового шлакового конуса вулкана

Шлаковий конус — крута конічна гора з вулканічного шлаку, який накопичується навколо вулкана. Шлаковий конус має від десятків до сотень метрів заввишки. Викладений з пірокластичного матеріалу.

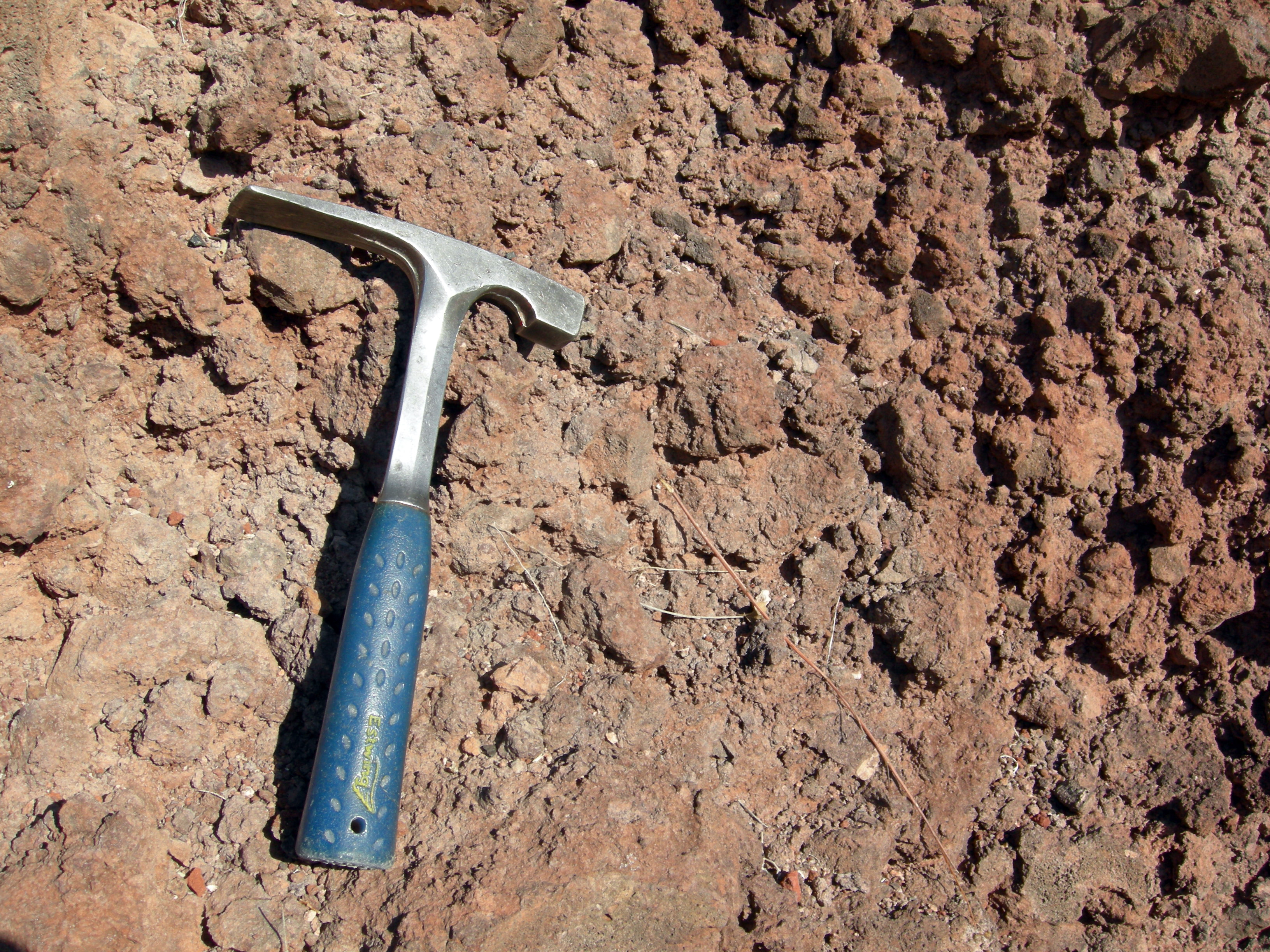
Шлакове конусне утворення плейстоцену в долині Сан-Бернардіно

Багато вулканічних кратерів мають чашоподібний конус шлаку на вершині. Шлакові конуси зазвичай знаходяться на флангах щитового вулкана, стратовулкана. Наприклад, геологи виявили майже 100 шлакових конусів на флангах Мауна-Кеа, щитового вулкана, розташованого на острові Гаваї.
Можливо, найвідоміший шлаковий конус, Парікутін, виріс із кукурудзяного поля в Мексиці в 1943 році. Висипання конуса тривало протягом 9 років, побудований конус на висоту до 424 метрів, і проводить потоки лави, яка охоплює 25 км².
Відомий шлаковий конус Серро-Негро в Нікарагуа. Цей конус є частиною групи з чотирьох молодих вершин вулкана на північний захід від Лас-Пілас. Народився він у 1850 році, виверження відбувалося понад 20 разів, останнє — у 1992 і 1995 роках.